# A jó hírnév védelme

## A hírnév fogalma
Az adott természetes vagy jogi személyről mások által hozzáférhető azon tényállítások, adatok összessége, mely adatok, tények alkalmasak arra, hogy a személyt értékeljük, a személyével kapcsolatban értékítéleteket fejezzünk ki. A hírnév – jó hírnév megsértését a jog szankcionálja, így például ha valaki más személyre vonatkozó valótlan tényt állít, híresztel, való tényt hamis színben tüntet fel. A jó hírnév megsértése tehát akkor valósul meg, ha valaki más személyre tesz sértő megjegyzést, ez a megjegyzés tényállítást tartalmaz, és valótlant állít, híresztel, vagy a valóságot hamis színben tünteti fel.

## A jó hírnév megsértésének fajtái

### Más személyre sértő közlés, tényállítás
A közlés magában foglalja a gondolat kifejtésének minden alkalmas módját, így szóban, írásban, rajzban, szoborban; fényképen, cselekvésen keresztül fejezi ki a gondolatot. A jó hírnév sérelmét csak tényközlések valósíthatják meg, értékítéletek nem. Az értékítéletek csak akkor lehetnek jó hírnevet sértők, ha legalább burkoltan tényállítást tartalmaznak. Ha ez nem állapítható meg, úgy felmerülhet a becsületsértés, a becsület védelme illetve az emberi méltóság megsértése, az emberi méltóság védelme. 
- becsületet sért: „Orgyilkos vagy, mert piros szoknyát hordasz.”
- méltóságot sért: „Te egy állat vagy.”
- jó hírnevet sért: „Azért mondok fel neked, mert trehány, munkakerülő vagy, és nem értesz a munkádhoz.”

### Híresztelés
Ha valaki nem a saját gondolatát közli másokkal, hanem a mástól szerzett valótlan tényeket adja tovább. A híresztelő nem hivatkozhat vétlenségre, nem tudásra, jóhiszeműségre, ezek csak a jogkövetkezmény szempontjából lehetnek relevánsak.
– „Hallottam, hogy a fiad egy tolvaj!”

### Valóság hamis színben való feltüntetése
Ilyenkor a jó hírnév megsértése azáltal valósul meg, hogy egyes valós tényálláselemeket túlzottan felnagyít, míg másokat elhallgat, úgy csoportosít tényeket, hogy az téves következtetésre vezet.
Például „X. Y. már megint a sitten van…” – holott X. Y. börtönorvos.
„X. Y. tegnap börtönben járt és ott meglátogatta a bátyját is” – holott a bátyja fegyőr.

## Közfelfogás
A közlés csak akkor minősül jogsértésnek, ha a közfelfogás szerint a tényközlés alkalmas arra, hogy a sértett társadalmi megítélését hátrányosan megváltoztassa. Így például a magyar bírói gyakorlat nem tartja jó hírnevet sértőnek  „Z. szeretője X.Y-nak” tényközlést, mert a közfelfogás nem társít hátrányos megítélést a „szerető” fogalmához, még ha az egyén érzékenységét sérti is.